# Seckauer Tauern
Die Seckauer Tauern (auch Seckauer Alpen) sind eine Gebirgsgruppe der zentralen Ostalpen. Das Gebirge befindet sich im österreichischen Bundesland Steiermark.

## Umgrenzung, benachbarte Gebirgsgruppen und Gliederung
Die Seckauer Tauern sind der östlichste Teil der Niederen Tauern.
Namensgeber ist die Marktgemeinde Seckau, die 5 km nördlich von Knittelfeld liegt und durch ihre Benediktinerabtei und als alter Bischofssitz (heute Graz-Seckau) bekannt ist.
Die Gebirgsgruppe wird signifikant durch die Täler von Liesing und Palten im Norden und Osten bis St. Michael in Obersteiermark, und die Mur ab dem Judenburger Becken (Aichfeld) im Süden begrenzt. Die Grenze zu den Rottenmanner und Wölzer Tauern ist im Allgemeinen das Pölstal.
Meist wird die Abgrenzung nach Nordwesten am Triebener Tauern genannten Pass gesehen (Hohentauern ist der Name des Ortes; älterer Passname auch Rottenmanner Tauern), und entlang des Triebenbach bis zum Ort Trieben.
In der wissenschaftlicheren Literatur grenzt man auch geradliniger nicht entlang der Straße (B114) am Tauernbach, sondern in der Passmulde zum westlichen Nebental, dem Sunk beim Ort Bergbau. Danach fällt der Triebenstein (1810 m ü. A.) bei Hohentauern in die Seckauer Alpen. Orographischer Verbindungssattel (Wasserscheide Enns–Mur) ist jedenfalls die Schulterer Höhe (ca. 1225 m ü. A.) zwischen dem Ort Hohentauern und St. Johann am Tauern.
Im engeren Sinne ist die Südgrenze der Ingeringbach bei Seckau, die südlich davon liegenden Berge heißen Gaaler Höhenzug (Wildinger Höhe 1731 m ü. A.).
Daher ist auch ein allgemeinerer Name Seckauer Alpen zu finden.
Zu den Seckauer Tauern/Alpen in einem weiteren Sinne werden dann auch die Rottenmanner Tauern nordwestlich gerechnet (Seckauer-Rottenmanner Tauern, Seckauer-Bösensteingruppe), die geologisch den Seckauer Tauern sehr ähneln, sich mit diesen aber von den restlichen Niederen Tauern grundlegend unterscheiden. In anderen Konzepten galten auch umgekehrt die Seckauer als Untergruppe der – noch weiter gesehenen –  Rottenmanner Tauern.
In diesem weiteren Sinne mit Bösensteinmassiv (Rottenmanner Tauern in engsten Sinne) ist meist die Linie Pusterwaldbach bei Möderbrugg – Bretsteinbach – Authalbach – Reiterecksattel (1854 m ü. A.; Römerweg) oder aber die oberste Pölsen westlich aufwärts – Perwurzpolster (Pass 1814 m ü. A.) jeweils hinüber zum  Strechenbach bis Strechau im untersten Paltental die Umgrenzung. Bei ersterer Variante gehört der Bruderkogel (2299 m ü. A.) zu den Seckauer Alpen.
Der nordwestliche Teil des Gebirges wird auch als Triebener Tauern bezeichnet, über diesen Teil führt der Triebener Tauernpass. Dieser Gebirgsname findet sich sowohl nur östlich des Passes wie auch rund um den Pass für das ganze Bergland südlich von Trieben, also im Sinne der Seckauer Tauern (ohne Gaaler Höhenzug) mit Bösenstein  – Tauern ist von alters her ein Passname, der nur sekundär die um den Pass liegenden Berge bezeichnet. Diese Bezeichnung bleibt aber meist unspezifisch.
Die Seckauer Tauern grenzen (mit der Grenze im Pölstal) nach der Alpenvereinseinteilung der Ostalpen (AVE, Gruppe 45d) an folgende Gebirgsgruppen der Alpen:
- im Norden und Osten: Ennstaler Alpen (16, Teil der Nördlichen Ostalpen)
- im Süden: Lavanttaler Alpen (46b)
- im Westen: Rottenmanner und Wölzer Tauern (45b)

Eingeordnet sind sie bei den Zentralen Ostalpen.
Nach der amtlich verwendeten Landschaftsgliederung der Steiermark (dort NT.3) grenzen sie (mit der Abgrenzung im Sunk und am Perwurzpolster) an:
- im Norden: Eisenerzer Alpen (N.4, Teil der Nordalpen – mit Reitingstock N.4a ab Mautern)
- im Nordosten ab dem Taleingang zum Trofaiacher Becken bei Pfaffendorf: Mürztaler Alpen (N.9, Teil der Nordalpen)
- im Osten bis Knittelfeld: Gleinalpe (R.4, Teil des Steirischen Randgebirges)
- im Südosten: Stubalpe (R.3, Teil des Steirischen Randgebirges)
- im Süden: Seetaler Alpen (Z.3, Teil der Zentralalpen)
- im Südwesten: Murberge (Z.1, Teil der Zentralalpen)
- im Westen: Wölzer Tauern (NT.2)
- im Nordwesten: Rottenmanner Tauern (NT.2a – hier eine Untergruppe der Wölzer Tauern)

Sie gehören nach dieser Gliederung zum Landschaftsraum Niedere Tauern (NT) der Zentralalpen. Der Gaaler Höhenzug (NT.3a) ist eine Unterregion. Dabei werden in dieser Gliederung die Talräume und Becken (Paltental T.4, Liesingtal T.6, Oberes Murtal T.7, Judenburg-Knittelfelder Becken B.3, Seckauer Becken B.3a,  Pölstal T.5) eigenständig betrachtet.
In der in Hydrographie und Höhlenkunde üblichen Gebirgsgruppengliederung nach Trimmel (dort Nr. 2640) grenzen sie (mit Bösensteinmassiv bis Geierkogel) an:
- im Norden und Osten: Eisenerzer Alpen (1720, Teil der Obersteirischen Kalk- und Schieferalpen 1700, Nördliche Kalkalpen)
- im Südosten an Stub- und Gleinalpe (2780)
- im Süden an Kor- und Packalpe (2770)
- im Osten: Wölzer Tauern (2630)

Die Untergliederung erfolgt in die Gruppen des Gaalereck (2641; Gamskogel–Pletzen, ab Kettentörl), Seckauer Zinken (2642), Saukogel (2643; Geierhaupt–Hochreichart; ab Brandstättertörl) und Bösenstein (2644)

## Gipfel
Die höchsten Gipfel sind das Geierhaupt (2417 m), der Hochreichhart (2416 m), der markante Seckauer Zinken (2398 m) sowie die Gamskögel (2386 m).
Der Himmelkogel (sic!) (2017 m) liegt auf oder nächst der Bezirksgrenze Liezen/Murtal und trägt ein Gipfelkreuz aus rostendem Stahl. In seine 4 Arme sind mit Laser die Worte "du bist nicht allein" in Schreibschrift eingeschnitten.

## Touristische Erschließung

### Berghütten
In den Seckauer Tauern gibt es folgende Hütten des ÖAV und des ÖTK:
- Sonnleitnerhütte: Höhe 1215 m, nicht bewirtschaftet, für Selbstversorger, 27 Matratzenlager. Talort ist Gaal, Gehzeit von Gaal 1,5 Stunden, Autostraße bis zur Hütte.
- Triebentalhütte: Höhe 1104 m, nicht bewirtschaftet, für Selbstversorger, 18 Matratzenlager, Winterraum mit AV-Schloss. Talort ist Trieben.
- Hochreichart-Schutzhaus: Höhe 1483 m.

### Fern-/Weitwanderwege
Die Via Alpina, ein grenzüberschreitender Weitwanderweg mit fünf Teilwegen durch die ganzen Alpen, quert auch die Seckauer Tauern.
Der violette Weg der Via Alpina verläuft mit zwei Etappen durch die Seckauer Tauern:
- Etappe A22 von Knittelfeld über Seckau nach Ingering II,
- Etappe A23 von Ingering II über das Kettentörl nach Trieben.

Von den österreichischen Weitwanderwegen verlaufen der Zentralalpenweg und der Eisenwurzenweg durch den westlichen Teil der Seckauer Tauern. Der 2006 angelegte Pilgerweg von St. Lambrecht nach Mariazell führt über die Route Lorettokapelle – Gaal – Seckau ebenfalls durch dieses Gebiet.

### Bedeutung
Als ganzjährige Bergsport-Destination haben die Seckauer Tauern in erster Linie regionale Bedeutung. Nur wenige Gipfel, wie Hochreichart und Seckauer Zinken, locken als Wander- und Schitourenziele auch überregionales Publikum an.